# Sobrado (pastor)
El sobrado o “sobrao” era un pastor en los rebaños de ovejas merinas trashumantes de categoría inferior al ayudador y superior al zagal.

## Funciones
En los viajes por las vías pecuarias arreaba al rebaño junto con el zagal.
Durante el invierno se encargaba del cuidado de las yeguas, por lo que se suprimió esta categoría cuando se suprimieron las yeguas de los rebaños.
En verano, en los puertos de montaña, se ocupaba de la cabeza del rebaño −parte mayor de un rebaño cuando se divide, unas 800 ovejas−, junto con el rabadán, ayudador y zagal, formado parejas.
Era el encargado de migar el pan para las sopas.

## Salario
Su sueldo en la cabaña de Perales en 1940 era de 422,50 pesetas/año, frente a las 3000 pesetas del mayoral, las 730 del rabadán, las 587,50 del compañero, las 500 del ayudador, o las 260 del zagal.
Como a los otros pastores, se le permitía tener en el rebaño del dueño unos animales de su propiedad, lo que se llamaba la escusa, sin tener que pagar por ello. La escusa del sobrado eran 18 ovejas, 6 cabras y 3 yeguas. En general, la escusa era la principal fuente de ingresos del pastor, mayor que el sueldo en metálico, lo que estimulaba a los pastores a esmerarse en el cuidado del rebaño.
Además de estos ingresos, la cabaña proporcionaba a todos los pastores el pan (una ración diaria de 1 kg por pastor), así como aceite, vinagre y sal. También pagaba la cabaña el médico y las boticas en caso de enfermedad propia, y en caso de enfermedad de algún familiar se abonaban los viajes, el sueldo completo y se le conservaba el puesto de trabajo.
En algunas cabañas los pastores tenían otros beneficios sociales. Así, en la cabaña de Rojas, en los tiempos en que era propietaria la XII condesa de Bornos - Mª Asunción Ramirez de Haro y Crespi de Valdaura-, los pastores fijos de la cabaña tenían derecho a pensión en caso de invalidez o por ancianidad, lo mismo que sus viudas.